# Loimia batilla
Loimia batilla är en ringmaskart som beskrevs av Anne D. Hutchings och Glasby 1988. Loimia batilla ingår i släktet Loimia och familjen Terebellidae. Inga underarter finns listade i Catalogue of Life.